# 阿尔戈利斯湾

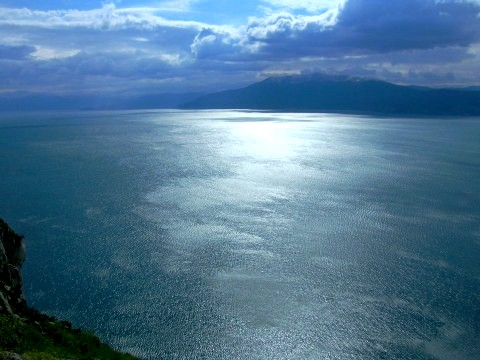
从纳夫普利翁帕拉米蒂城堡看阿尔戈利斯湾

阿尔戈利斯湾（羅馬化：Argolikós Kólpos）位于希腊伯罗奔尼撒东海岸，被阿卡迪亚专区和阿尔戈利斯专区环抱，向爱琴海开放。阿尔戈利斯湾及其岛屿有时与萨罗尼科斯湾及萨罗尼科斯群岛合称为阿尔戈-萨罗尼科斯湾和阿尔戈-萨罗尼科斯群岛。海湾中的岛屿有斯派采岛、普拉蒂亚岛（Plateia）和普西利岛（Psili），但最著名的是布尔齐小岛及其城堡。
阿尔戈利斯湾沿岸城镇中，海湾北部的纳夫普利翁、东南部的斯派采，西南部的蒂罗斯（Tyros）等处有渡轮航线。

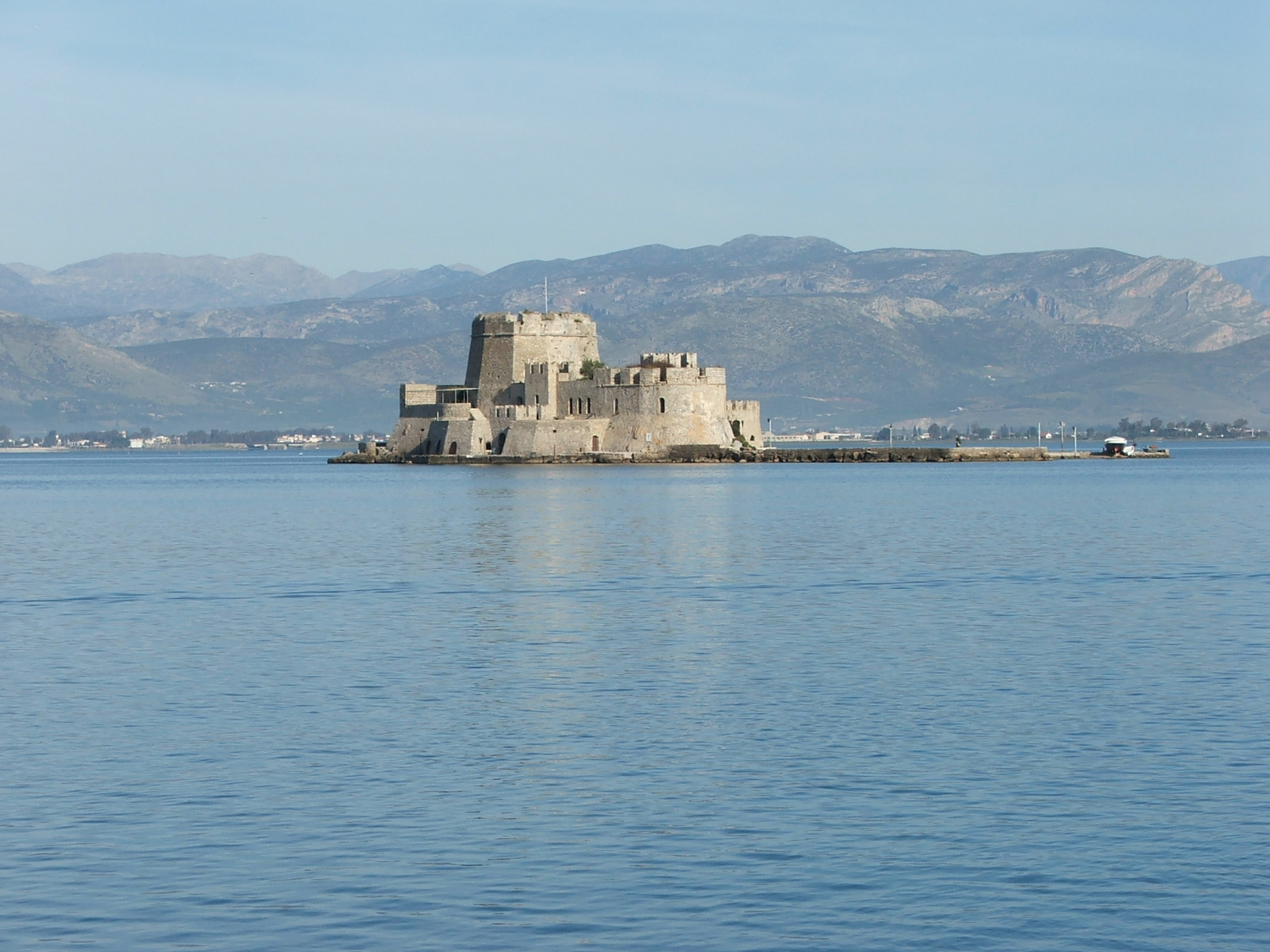
布尔齐城堡
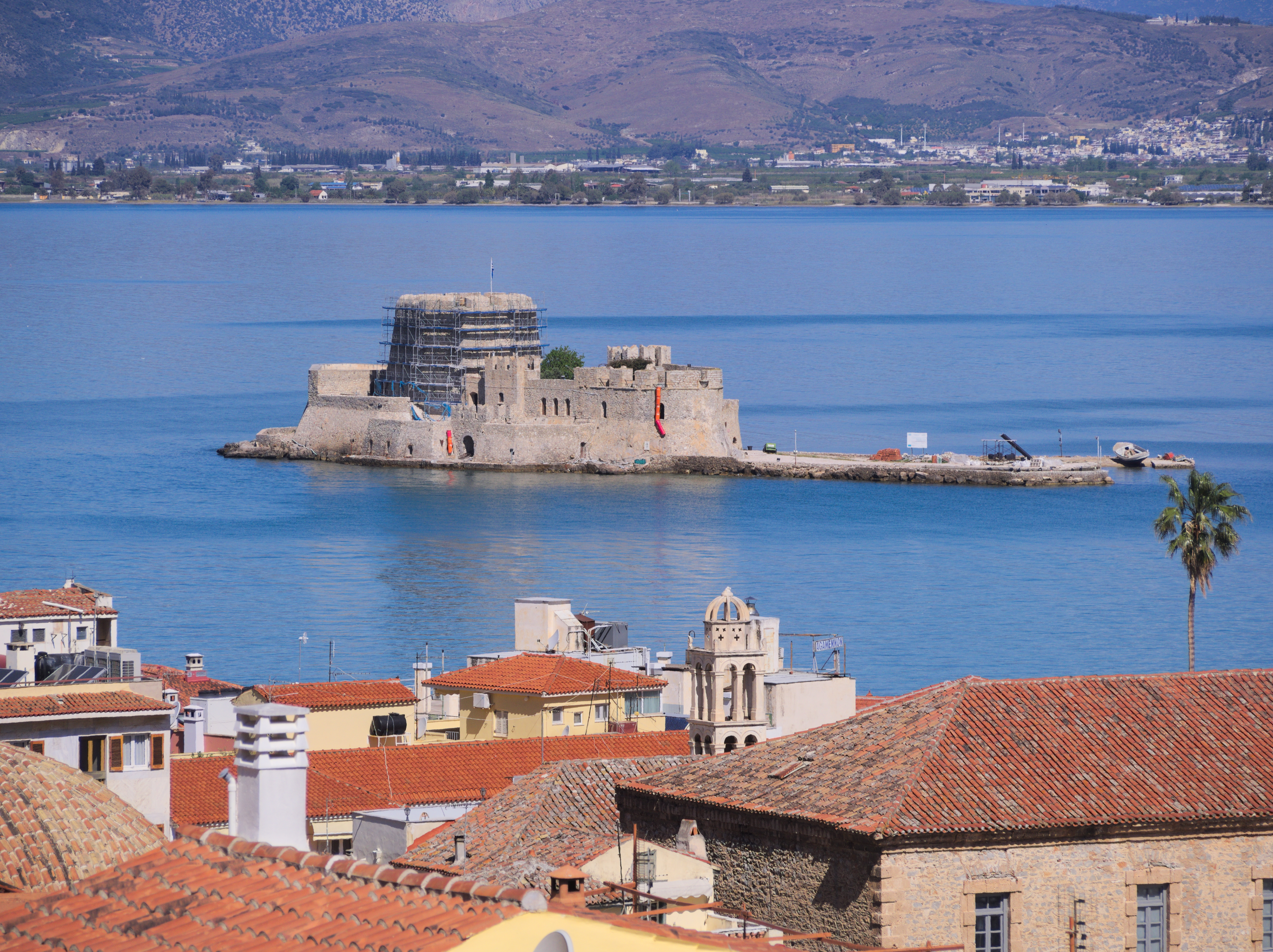
纳夫普利翁、布尔齐城堡和阿尔戈利斯湾